# Chassenon
Chassenon – miejscowość i gmina we Francji, w regionie Nowa Akwitania, w departamencie Charente.
Według danych na rok 1990 gminę zamieszkiwały 964 osoby, a gęstość zaludnienia wynosiła 41 osób/km² (wśród 1467 gmin regionu Poitou-Charentes Chassenon plasuje się na 323. miejscu pod względem liczby ludności, natomiast pod względem powierzchni na miejscu 296.).
Miejscowość znajduje się we wnętrzu triasowego krateru uderzeniowego, krateru Rochechouart.